# جون كارستن راسموسن
جون كارستن راسموسن هو محامي نرويجي، ولد في 11 يناير 1878، وتوفي في 1966.